# 허버트 긴티스

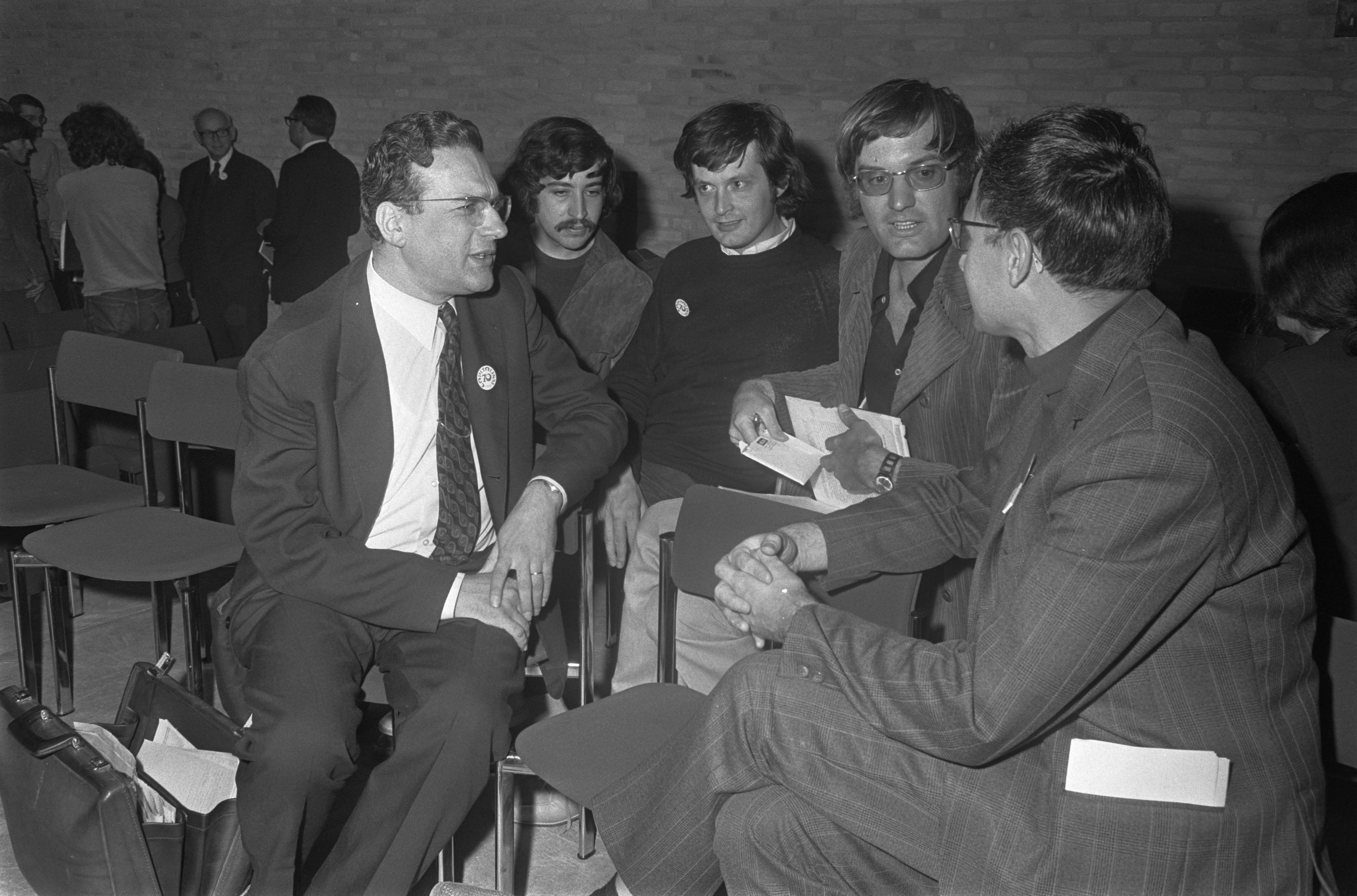
왼쪽에서 두 번째 인물이 허버트 긴티스이다.

허버트 긴티스(Herbert Gintis, 1940년 2월 11일 ~ 2023년 1월 5일)는 미국의 경제학자, 행동 과학자 및 교육자로서 사회 생물학, 특히 이타주의, 협력, 전염병 게임 이론, 유전자-문화 공진화, 효율성 임금, 강한 상호성 및 인적 자본에 대한 그의 이론적 기여로 잘 알려져 있다. 이론. 그의 경력을 통해 그는 경제학자 새뮤얼 보울스와 광범위하게 일했다. 그들의 주요 저서인 《자본주의 미국의 학교교육》은 1976년에 처음 출판 된 이래 5 개 언어로 여러 판을 출판했다.

## 삶과 경력
긴티스는 펜실베이니아주 필라델피아에서 태어났으며 그의 아버지는 소매 가구 사업을 하고 있었다. 긴티스는 3년 만에 펜실베이니아 대학교에서 학사 학위를 받았으며 그런 다음 하버드 대학교에 수학 대학원 과정에 등록했다. 그는 민주사회학생회를 포함하여 1960년대 학생 운동에 매우 적극적으로 참여했으며 마르크스주의와 경제학에 점점 더 관심을 가지게 되었다. 1963년, 그는 하버드에서 수학에서 경제학으로 전환하여 1969년 박사 학위를 받았다. 그 후 하버드 교육 대학원 조교수로, 그리고 하버드 경제학과 조교수로 일했다.
경제학에 대한 대학원 과정이 끝날 무렵, 긴티스는 나이지리아에서 연구 작업을 한 후 하버드로 돌아온 경제학자 새뮤얼 보울스와 접촉했다. 그들의 경력 전체에 걸쳐 지속 된 협력의 시작이었다. 그들의 아이디어 중 상당수는 하버드 (Harvard) 학급에서 "자본 경제 : 갈등과 힘"으로 총괄적으로 가르쳤다.
1974년에 긴티스는 보울스와 함께 매사추세츠 대학교 애머스트(University of Massachusetts Amherst) 경제학과에서 고용되었다. 보울스와 긴티스는 1976년에 《자본주의 미국의 학교교육》이라는 획기적인 책을 출판했다. 두 번째 공동 저서인 《민주주의와 자본주의》는 자유주의와 정통 맑스주의에 대한 비판이며, 그들의 비전을 설명했다. 그들의 가장 최근의 책인 《협력하는 종》은 2011년에 출판되었다. 1990년대 이래로 사회 생물학 및 기타 행동 과학과 경제 이론의 통합에 대한 강조가 커지고 있다.